# Sunshine Sue
Sunshine Sue è un cortometraggio muto del 1910 diretto da David W. Griffith e basato su The Old Piano, un soggetto di Wilfred Lucas che firmò anche la sceneggiatura del film.

## Produzione
Il film fu prodotto dalla Biograph Company e venne girato a Westfield, nel New Jersey.

## Distribuzione
Distribuito dalla General Film Company, il film - un cortometraggio di una bobina - uscì nelle sale cinematografiche statunitensi il 14 novembre 1910.